# Irina Bogachova
Irina Bogacheva (tiếng Nga: Ирина Богачева; sinh ngày 30 tháng 5 năm 1961) là một vận động viên chạy đường dài người Kyrgyzstan đã nghỉ hưu. Cô đã tham gia cuộc đua marathon tại các kỳ Thế vận hội Mùa hè 1996, 2000 và 2004 với kết quả tốt nhất là hạng 14 vào năm 2000.
Bogacheva luôn thể hiện sự xuất sắc trong cuộc đua marathon và cô là nữ vận động viên có nhiều thời gian dưới 2 giờ 35 phút nhất (35 lần), dưới 2 giờ 40 phút (59 lần) và dưới 2 giờ 50 phút (70 lần).

## Cuộc thi quốc tế
| Năm                     | Giải đấu               | Địa điểm                | Thứ hạng             | Nội dung             | Chú thích |
| Representing Liên Xô    | Representing Liên Xô   | Representing Liên Xô    | Representing Liên Xô | Representing Liên Xô |           |
| ----------------------- | ---------------------- | ----------------------- | -------------------- | -------------------- | --------- |
| 1986                    | Goodwill Games         | Moscow, Soviet Union    | 2nd                  | Marathon             | 2:34:09   |
| 1986                    | European Championships | Stuttgart, West Germany | 17th                 | Marathon             | 2:43:30   |
| 1989                    | World Student Games    | Duisburg, West Germany  | 1st                  | Marathon             | 2:35:09   |
| 1990                    | Goodwill Games         | Seattle, United States  | 2nd                  | Marathon             | 2:36:25   |
| Representing Kyrgyzstan |                        |                         |                      |                      |           |
| 1996                    | Olympic Games          | Atlanta, United States  | 21st                 | Marathon             | 2:35:44   |
| 2000                    | Olympic Games          | Sydney, Australia       | 14th                 | Marathon             | 2:29:55   |
| 2004                    | Olympic Games          | Athens, Greece          | —                    | Marathon             | DNF       |

## Marathons
| Năm  | Giải đấu                         | Địa điểm                   | Thứ hạng | Chú thích |
| ---- | -------------------------------- | -------------------------- | -------- | --------- |
| 1987 | Athens Classic Marathon          | Athens, Greece             | 1st      | 2:43:37   |
| 1991 | Italian Marathon                 | Carpi, Emilia-Romagna      | 1st      | 2:28:57   |
| 1992 | San Francisco Marathon           | San Francisco              | 1st      | 2:36:54   |
| 1995 | Grandma's Marathon               | Duluth, United States      | 1st      | 2:34:11   |
| 1997 | Belgrade Marathon                | Belgrade                   | 1st      | 2:34:57   |
| 1997 | Grandma's Marathon               | Duluth, United States      | 1st      | 2:38:44   |
| 1997 | Honolulu Marathon                | Honolulu                   | 2nd      | 2:34:01   |
| 1998 | Belgrade Marathon                | Belgrade                   | 1st      | 2:32:07   |
| 1998 | Honolulu Marathon                | Honolulu                   | 1st      | 2:33:27   |
| 1999 | Honolulu Marathon                | Honolulu                   | 1st      | 2:32:36   |
| 1999 | Los Angeles Marathon             | Los Angeles, United States | 1st      | 2:30:32   |
| 1999 | Rock 'n' Roll San Diego Marathon | San Diego                  | 1st      | 2:28:46   |
| 1999 | Chicago Marathon                 | Chicago                    | 5th      | 2:27:46   |
| 2000 | Boston Marathon                  | Boston                     | 2nd      | 2:26:27   |
| 2000 | Honolulu Marathon                | Honolulu                   | 6th      | 2:35:54   |
| 2001 | London Marathon                  | London, United Kingdom     | 14th     | 2:32:28   |
| 2001 | Milan Marathon                   | Milan                      | 5th      | 2:35:27   |
| 2001 | Hong Kong Marathon               | Hong Kong, PR China        | 1st      | 2:33:43   |
| 2002 | Twin Cities Marathon             | Minneapolis-St. Paul       | 1st      | 2:29:39   |
| 2002 | Honolulu Marathon                | Honolulu                   | 5th      | 2:33:35   |
| 2003 | Nagoya Marathon                  | Nagoya                     | 3rd      | 2:28:17   |
| 2003 | Rock 'n' Roll San Diego Marathon | San Diego                  | 1st      | 2:29:52   |
| 2004 | Nagoya Marathon                  | Nagoya                     | 14th     | 2:35:56   |
| 2004 | Salt Lake City Marathon          | Salt Lake City             | 2nd      | 2:33:02   |
| 2004 | Rock 'n' Roll San Diego Marathon | San Diego                  | 9th      | 2:57:41   |
| 2005 | Nagoya Marathon                  | Nagoya                     | 20th     | 2:37:04   |
| 2005 | Knoxville Marathon               | Knoxville                  | 1st      | 2:41:43   |
| 2005 | Salt Lake City Marathon          | Salt Lake City             | 3rd      | 2:37:48   |